# Burni Jahul
Burni Jahul är ett berg i Indonesien.   Det ligger i provinsen Aceh, i den västra delen av landet, 1 600 km nordväst om huvudstaden Jakarta. Toppen på Burni Jahul är 678 meter över havet.
Terrängen runt Burni Jahul är kuperad åt sydväst, men åt nordost är den bergig. Terrängen runt Burni Jahul sluttar söderut. Runt Burni Jahul är det mycket glesbefolkat, med 4 invånare per kvadratkilometer. Omgivningarna runt Burni Jahul är en mosaik av jordbruksmark och naturlig växtlighet.